# Center-Kita
Center-Kita (センター北駅?, Sentā-Kita-eki) è una stazione della metropolitana di Yokohama che si trova nel quartiere di Tsuzuki-ku a Yokohama, e offre l'interscambio fra le due linee della città.

## Linee
Metropolitana di Yokohama
 Linea blu (linea 3)
 Linea verde (linea 4)

## Struttura
La stazione è realizzata in parte su viadotto e in parte in galleria per via della complessa struttura orografica dell'area, e le due linee sono parallele. All'interno della stazione sono presenti alcuni negozi e bar, oltre ai servizi essenziali, come biglietteria, servizi igienici, ascensori, scale mobili e tornelli automatici.
| 1 | Linea verde |  | per Nakayama                      |
| 2 | Linea verde |  | per Hiyoshi                       |
| 3 | Linea blu   |  | per Yokohama, Totsuka e Shōnandai |
| 4 | Linea blu   |  | per, Azamino                      |

## Stazioni adiacenti
| «             | Servizio      | »           |
| Linea Blu     | Linea Blu     | Linea Blu   |
| ------------- | ------------- | ----------- |
| Center-Minami | Locale Rapido | Nakagawa    |
| Linea verde   |               |             |
| Center-Minami | -             | Kita-Yamada |